# الحياء (القفر)

تعديل مصدري - تعديل

الحياء هي إحدى قرى عزلة بني مسلم بمديرية القفر التابعة لمحافظة إب، بلغ تعداد سكانها 107 نسمة حسب تعداد اليمن لعام 2004.